# Escuela de Estudios Superiores del Magisterio
La Escuela de Estudios Superiores del Magisterio (sigla EESM) fue un centro institucional estatal español creado en Madrid para la formación de los futuros profesores y profesoras de las Escuelas Normales e inspectores e inspectoras de Primera Enseñanza, que existió entre 1909 y 1932. Siguiendo el modelo pedagógico de la Institución Libre de Enseñanza se ha considerado una de las canteras del prototipo de maestro progresista representativo de la Segunda República Española. Desapareció en 1932 tras la creación de la sección de Pedagogía en la Universidad madrileña.

## Historia
Concebida como institución oficial pedagógica para la formación del profesorado normalista y de los inspectores de Primera Enseñanza, la Escuela de Estudios Superiores de Magisterio fue fundada en 1909, a partir del real decreto de 3 de junio de aquel año, firmado por el ministro Faustino Rodríguez San Pedro y el posterior de 20 de octubre de 1911, firmado por Amalio Gimeno. Ambos tuvieron su precedente en el real decreto de 11 de enero de 1907, cuyo artículo primero proponía: «Para la formación de inspectores de Primera Enseñanza y de profesores de las Escuelas Normales se crea en Madrid un curso o grado Normal superior, cuya organización y dirección, con arreglo a las prescripciones del presente decreto, se encomienda a la Junta para el Fomento de la Educación Nacional»; pero que por diversas causas e incidencias no se había materializado. Su creación vino a suplir el vacío creado por la supresión en 1901 del «grado normal», como centro de cobertura docente de las promociones salidas de las Escuelas normales del país.
Un documento de la época explicaba así los precedentes, modelos y objetivos del nuevo establecimiento:

...hubo de estudiarse el vital problema de la formación del profesorado normal, examinando los procedimientos empleados para ello en las principales naciones de Europa y América, a cuyo fin las personas que por su cargo estaban más obligadas a hacerlo, especialmente los meritísimos vocales de la Junta Central de Primera Enseñanza han solicitado datos de Inglaterra y Bélgica, de Alemania y Suiza, de Francia y de Italia, de los Estados Unidos de América del Norte y de las principales repúblicas hispanoamericanas; han estudiado obras recientes sobre el resultado de las últimas reformas de enseñanza normal en algunos de estos países y han visto cómo la creación del profesorado toma cada día mayor carácter universitario y de qué manera en las naciones más cultas se persigue el propósito de formar pedagógicamente en esa forma no sólo el profesorado normal, sino también el de los Institutos, de los Colegios Superiores y de las mismas Universidades...

Básicamente, los referentes concretos fueron las Escuelas Normales de Fontenay-aux-Roses, de París y Saint Cloud, y en general los planes de profesorado de los Estados Unidos. Estudios posteriores han resaltado los diversos obstáculos y modificaciones sufridos por la Escuela a lo largo de sus 23 años de existencia, provocados por la inestabilidad política en la España del primer tercio del siglo xx. Una de esas modificaciones era explicada en 1915 por Manuel Bartolomé Cossío y Lorenzo Luzuriaga con esta reflexión:

Por el real decreto de 30 de agosto de 1914 se divide la Escuela en dos secciones: una de alumnas y otra de alumnos. Anteriormente no existía tal división, que, entre otras cosas, lleva consigo un inútil aumento de profesores y, consiguientemente, del presupuesto, ya excesivo, de la Escuela...

### Dirección y profesorado
La repercusión pedagógica que llegaría a tener la Escuela y el apoyo de un valioso sector del sector universitario y otros importantes estamentos de la nación, quedan de manifiesto enunciando algunos nombres de su primer claustro compuesto por 28 profesores numerarios y once auxiliares, entre ellos, pedagogos como Luis de Zulueta, Concepción Saiz Otero (directora hasta la disolución de la Escuela en 1932), Magdalena Santiago Fuentes o Eugenio Piñerúa —primer director del Centro—, filósofos como José Ortega y Gasset, o personalidades como Enrique Reig (miembro del Tribunal de la Rota y posteriormente cardenal), pedagogos como Ricardo Beltrán y Rózpide y José Rogerio Sánchez García, científicos como Blas Lázaro, Vicente Vera, diplomáticos como Adolfo A. Buylla, filólogos como Rufino Blanco Sánchez, o antropólogos como Luis de Hoyos Sainz.
A estos nombres habría que añadir los de profesores que irían relevando y engrosando el claustro, entre ellos Gloria Giner de los Ríos García, José Ontañón Arias, Juan Zaragüeta y Bengoechea (1917), Enrique Rioja Lo Bianco (1919), Leonor Serrano Pablo... En septiembre de 1918 se creó la cátedra de Paidología, que ocupó Domingo Barnés, y en 1920 la de Matemáticas y Cosmografía del Globo, con Manuel García Miranda, y más tarde José María Plans, y Alberto Inclán en la de Física.

### Desaparición
Los estudiosos del tema se han cuestionado por qué un establecimiento reconocido por su «tendencia izquierdista» desapareció en el ámbito histórico de la Segunda República. Lo cierto es que con la creación de la sección de Pedagogía en la Facultad de Filosofía y Letras de Madrid, según decreto de fecha 27 de enero de 1932, se liquidó la Escuela con esta escueta explicación: «Con el establecimiento de esta nueva sección de Pedagogía —se lee en el decreto— pierde ya su función propia y debe quedar lógicamente suprimida la Escuela de Estudios Superiores del Magisterio, aun siendo de justicia reconocer que ésta, durante las diversas vicisitudes de su existencia, no ha dejado de realizar una labor meritoria y contribuyó, por su parte, a mejorar la obra de las Normales y las Inspecciones.» Y en el artículo 13, concluía: «Queda suprimida la Escuela Superior del Magisterio, conservando sus profesores excedentes los derechos y deberes que la legislación, etc.» El estudio de Ferrer Maura anota que «quedaron excedentes 27 profesores entre numerarios y auxiliares. Nueve de ellos sin retribución por tener otros cargos».
Una lápida recuerda en la fachada del número 12 de la calle de Montalbán, en Madrid el que fuera domicilio de la Escuela Superior del Magisterio, antiguo palacio de verano de la duquesa de Santoña, ocupado en el inicio del siglo xxi por el Museo de Artes Decorativas.